# Museo Annigoni

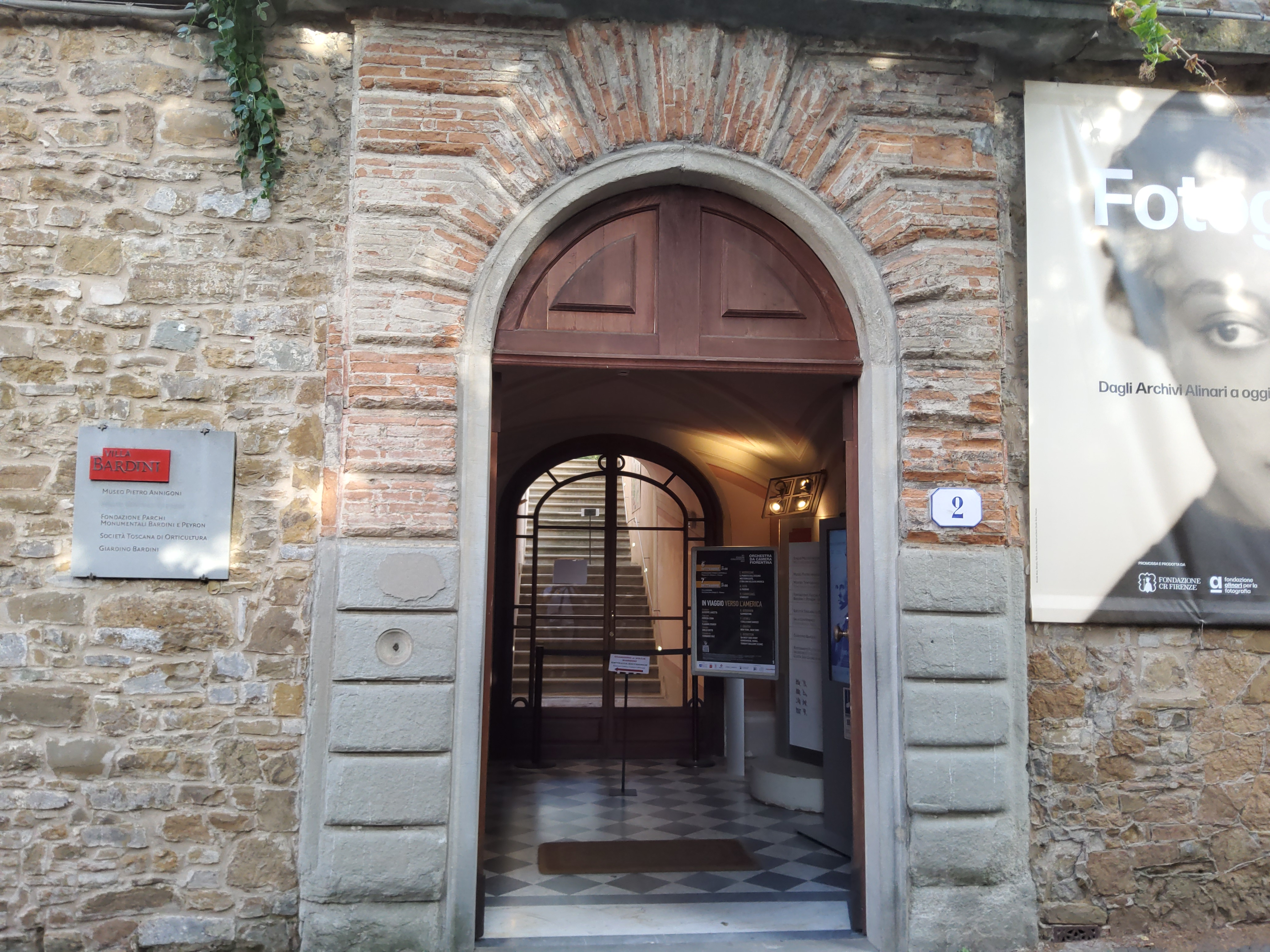

Das Museo  Annigoni ist ein Kunstmuseum in Florenz, Italien.
Das Museum ist den Werken des florentiner Malers Pietro Annigoni (1910–1988) gewidmet und befindet sich in den Räumen der Villa Bardini an der Costa San Giorgio 2. Das Museum entstand durch einen großzügigen Ankauf von Werken Annigonis aus dessen Nachlass durch die Stiftung der Cassa di Risparmio di Firenze. Das Museum wurde am 25. November 2008 eröffnet.
Das Museum zeigt etwa 120 Werke des Künstlers und gestaltet auch Sonderausstellungen.